# Шабуров, Николай Витальевич
Никола́й Вита́льевич Шабу́ров (род. 10 января 1953, Тбилиси, СССР) — российский религиовед и культуролог, специалист по истории религии и этнокультурных традиций. Автор ряда работ по истории гностицизма и раннего христианства, а также по современной религиозной ситуации в России. Кандидат культурологии, профессор.

## Биография
Родился 10 января 1953 года в Тбилиси. По собственным словам имеет армянские корни и, согласно семейному преданию, происходит из грузинского-мегрельского дворянского рода Шавдия.
В 1975 году окончил исторический факультет МГУ имени М. В. Ломоносова.
В 1989 году был приглашён в Московский историко-архивный институт на кафедру музеологии вести предмет «история религий».
С 1992 года — директор учебно-научного Центра изучения религий РГГУ.
В 1999 году защитил диссертацию на соискание учёной степени кандидата культурологии по теме «Функции мифа в гностической и христианской традициях в эпоху поздней античности: На примере текстов Герметического корпуса и памятников богословских споров IV в.» (Специальность 24.00.02 — Историческая культурология).
Член редакционной коллегии научно-теоретического журнала «Религиоведение».
С 2017 года — член по Центральному федеральному округу Экспертного совета исследователей религии при кафедре государственно-конфессиональных отношений РАНХиГС.
Автор более 80 работ.
Владеет итальянским, французским, латинским и древнегреческим языками. Дочери— Мария и Маргарита.

## Научные труды

### Диссертации
- Функции мифа в гностической и христианской традициях в эпоху поздней античности (на примере текстов Герметического корпуса и памятников богословских споров IV в.): Автореф. дис. . канд. культурологии. М., 1999. 29 с.

### Монографии
- Шабуров Н. В. Проблемы парадокса и анализ сознания: Культурно-исторические и философские аспекты. — М.: Институт молекулярной генетики АН СССР, 1987. — 80 с.
- Мусхелишвили Н. Л., Шабуров Н. В., Шрейдер Ю. А. Символ и поступок. — М., 1987.

### Учебные пособия
- Шабуров Н. В. Гл. 3. Христианство // Страницы истории религии: Учеб. пособие. — М., 1992. — С. 48—81.
- Религии мира: 10—11 кл. Пособие для учащихся обще-образоват. учеб, заведений / Н. В. Шабуров, Л. Г. Жукова, А. В. Журавский и др. — М.: Дрофа; Наталис, 1997. — 272 с.: ил. — ISBN 5-7107-0982-4. — ISBN 5-88863-0003-9 (ошибоч.). (Пособие «Религии мира» одобрено Федеральным экспертным советом и рекомендовано к изданию Управлением общего среднего образования Министерства общего и профессионального образования Российской Федерации.)

### Статьи
на русском языке
- Шабуров Н. В. Восприятие герметизма идеологами раннего христианства: Лактанций и Августин // Мероэ. — М., 1985. — Вып. 3. — С. 243—252.
- Шабуров Н. В. Человек и мир в гностических учениях // Эллинистическая философия: современные проблемы и дискуссии: Сб. науч. ст.. — М., 1986. — С. 84—103.
- Мусхелишвили Н. Л., Шабуров Н. В., Шрейдер Ю. А. О символичности проповеди // Человек. — 1991. — № 4.
- Шабуров Н. В., Мусхелишвили Н. Л. Наследие русской религиозной философии и идеология тоталитаризма // Страна и мир. — 1992. — № 2. — С. 110—121.
- Шабуров Н. В. Поймандр Гермаса Трисмегиста // Урания. — 1993. — № 4. — С. 47—54.
- Шабуров Н. В. История древней Церкви и введение в историю древних восточных церквей // Сборник учебных программ. — М., 1997. — С. 75—76.
- Шабуров Н. В. Историография античного герметизма // Россия и гнозис: Материалы конференции. Москва. ВГБИЛ. 23 марта 1999 года.. — М.: Рудомино, 2000. — С. 4—14.
- Шабуров Н. В. Как возможно религиоведение? // Проблемы преподавания и современное состояние религиоведения в России: Материалы конференции. Москва, 2-3 декабря 1999 г.. — М.: Рудомино, 2000. — С. 23—30.
- Шабуров Н. В. Религиозная толерантность. Историческое и политическое измерения //  / Составление и общая редакция А. А. Красикова и Е. С. Токаревой. — М.: Московское бюро по правам человека, Academia, 2006. — С. 88—90.

на других языках
- Le Statut légal des religions en Russie et L’idée de symphonie // Istina, Paris: Centre d’etudes Istina. — 2005. — № 1. — P. 67—77.

## Экспертизы
- Экспертное заключение на книгу А. В. Бородиной «Основы православной культуры» от 16.3.2003.

## Публицистика
- Шабуров Н. В. Конец религиозной свободы: От идеологической диверсии к духовной агрессии // Итоги. — 1997. — № 38. — С. 56—57.

## Интервью
- Николай Шабуров, директор Центра изучения религий РГГУ // Лента.ру. — 08.07.2009.
- Орлова Л. «Религиоведов пока недооценивают» // Независимая газета. — 07.09.2011.

## Критика
- Соловьёв А. Ю. Рецензия на пособие для учащихся общеобразовательных учебных заведений «Религии мира. 10-11 кл.» авторского коллектива под руководством Н. В. Шабурова // Консультативный совет «Образование как механизм формирования духовно-нравственной культуры общества» при Департаменте образования Москвы. — 09.082003.
- Кузнецов М. Н., Троицкий В. Ю. Отзыв на экспертное заключение руководителя Центра изучения религии РГГУ Н. В. Шабурова на учебник А. В. Бородиной «Основы православной культуры». // Религиозная безопасность. — 12.02.2003.
- Общественный комитет по правам человека требует возбудить уголовное дело против руководителя авторского коллектива школьного учебного пособия «Религии мира» Н. В. Шабурова // Информационно-аналитический центр «Сова». — 28.07.2003.